# Alfred Piper

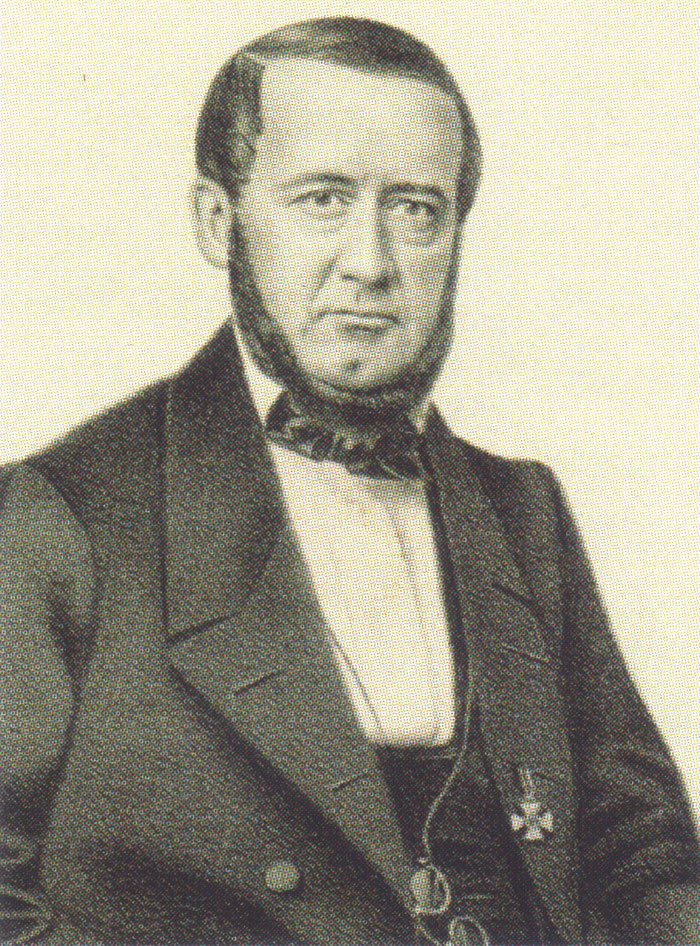
Alfred Piper

Alfred Friedrich Ludwig Albert Piper (* 20. Januar 1814 in Damgarten; † 18. Oktober 1892 in Rostock) war ein preußischer Politiker.

## Leben
Alfred Piper wurde geboren als Sohn des Theologen (Karl Friedrich) Colestinus Piper, der später als evangelischer Pfarrer in Lüdershagen wirkte, und dessen Frau Albertine, geb. Wagner.
Piper war Oberpräsidialrat in Magdeburg und wurde 1852 zum Oberbürgermeister von Frankfurt (Oder) gewählt. Zugleich war er Mitglied im Preußischen Herrenhaus (1854–1864). Bereits 1850 war er Mitglied des Volkshauses des Erfurter Unionsparlaments. Während seiner Amtszeit erlangte die Messe Frankfurt (Oder) ihre Blüte und die Gasbeleuchtung wurde in der Stadt 1855 eingeführt.
1864 wurde Piper Vortragender Rat und als Oberstiftshauptmann in das preußische Ministerium des Innern in Berlin gerufen. Dort betreute er das Referat der Stiftsangelegenheiten und initiierte in Stift Keppel die Gründung der „Schul- und Erziehungsanstalt“ für Mädchen mit angeschlossenem Internat unter der Schirmherrschaft der preußischen Königin Elisabeth. Es gelang ihm, die droyßiger Lehrerin Nanny von Monbart als Stiftsoberin zu gewinnen. In Stift Keppel wurde auch seine älteste Tochter Internatsschülerin und spätere Lehrerin. 1875 nahm Piper seinen Abschied. 
Piper erwarb im gleichen Jahr in Zitzschewig, heute Stadtteil von Radebeul, die Wettinshöhe und ließ 1879/1880 durch die Gebrüder Ziller das Gebäude zum repräsentativen, von ihm so genannten Schloss Wettinhöhe erweitern. Um 1890 brannte das Gebäude ab und wurde wieder aufgebaut. Piper verstarb am 18. Oktober 1892 in Rostock.